# Rychlostní silnice R8 (Slovensko)
Rychlostní silnice R8 je plánovaná rychlostní silnice na Slovensku, která po svém dokončení spojí Nitru, Topoľčany a Bánovce nad Bebravou. Rychlostní silnice povede v koridoru silnice I/64 a spojí rychlostní silnici R1 a R2. Celková délka R8 bude 54,64 km a nepovede po ní žádná mezinárodní evropská silnice. S výstavbou rychlostní silnice se počítá až po roce 2030, přičemž není vyloučeno, že potřeba její výstavby bude přehodnocena. 

## Historie
Zavedení tohoto tahu do sítě rychlostních silnic Slovenska bylo zvažováno již dříve, definitivní příslib na vypracování studií a podkladů pro začátek výstavby dala vláda Slovenské republiky usnesením č. 492/2008.
Původně se počítalo s vyústěním R8 na rychlostní silnici R2 u obce Hradiště, ale nakonec se upřednostnila trasa k obci Bánovce nad Bebravou. Ve stádiu posuzování vlivu na životní prostředí (EIA) se posuzuje výhodnost třech hlavních variant s délkami 54,64116 km, 56,54203 km a 53,74952 km.
Rychlostní silnice R8 byla do seznamu rychlostních silnic zařazena nabytím platnosti zákona o provozu na pozemních komunikacích 1. února 2009.

## Trasa
Rychlostní silnice R8 je naprojektována v kategorii R 24,5/120, šířka vozovky bude 24,5 metru a návrhová rychlost 120 km/h. Trasa R8 bude začínat v křižovatce s R1 Lehota u Nitry. Pokračovat bude severozápadním směrem okolo obcí Lužianky a Zbehy, později bude kopírovat trasu silnice I/64. U obce Jelšovce (13,693 km), se bude nacházet deltovitá mimoúrovňová křižovatka (MÚK) Výčapy-Opatovce (Jelšovce) a mostní estakáda překonávající železniční trať, silnici I/64 a meandry řeky Nitra. Trasa rychlostní silnice bude dále překonávat několik polních cest a silnice III. třídy, mezinárodní plynovod a vysokonapěťová elektrická vedení. Na kilometru 25,245 je navrhnutá velká jednostranná odpočívka přístupná z obou směrů. Dále na kilometru 32,775 bude trubkovitá MÚK Topoľčany a u přilehlého přivaděče bude postavené také Středisko správy a údržby (SSÚR). Za touto křižovatkou bude trasa přecházet údolní nivu řeky Bebrava a směřovat bude k deltovité MÚK Ostratice, která se bude nacházet na kilometru 47,620. R8 se dále bude stáčet velkým obloukem na sever až severozápad, dokud nedosáhne trubkovité MÚK s R2 u Bánovců nad Bebravou (km 54,519 – 54,64116).